# Tito Vezio Zapparoli
Tito Vezio Zapparoli (Poggio Rusco, 9 ottobre 1885 – 1943) è stato un agronomo italiano.

## Biografia
Laureatosi in agraria, studiò le caratteristiche agronomiche e morfologiche delle varietà tradizionali di mais, che descrisse in numerose pubblicazioni e utilizzò per creare varietà altamente produttive.
Nell'ottobre del 1920 sorse la Stazione sperimentale di maiscoltura di Curno,, di cui fu immediatamente nominato direttore Zapparoli, allievo dell'agronomo Ottavio Munerati, dal quale apprese la severa impostazione scientifica e metodologica della ricerca sperimentale.
Egli divenne ben presto l'uomo del granoturco, come lo chiamavano con confidenza gli agricoltori, per il suo sapere e per le spiccate doti di bontà d'animo, di semplicità, di praticità e di onestà.
Zapparoli diede un forte impulso alle attività di ricerca genetica ed agronomica e promosse attività di miglioramento delle varietà locali in tutta l'Italia settentrionale e centrale. Sviluppò linee isogeniche dalle più pregevoli popolazioni locali di mais, che impiegò poi per costituire varietà sintetiche per produrre incroci inter-varietali. Inoltre mise a punto la tecnica agronomica richiesta per la loro coltivazione.
In particolare selezionò, moltiplicò e diffuse le varietà migliorate Marano (da Marano Vicentino, dove fu costituita), Rostrato, Nostrano dell'Isola e Scagliolo, originati da incroci effettuati da agricoltori innovatori nel corso del XIX secolo .  Collaborò con la Federazione italiana dei consorzi agrari (Federconsorzi) per la produzione e la diffusione delle varietà migliorate di mais.
Questa stretta associazione tra ricerca e produzione rappresentarono quanto di meglio era allora possibile fare in campo maidicolo e i suoi apporti sostennero per alcuni decenni maiscoltura italiana,
I suoi tratti umani furono rievocati dal prof. Viscardo Montanari, nel corso dell'inaugurazione della seconda sede della Stazione sperimentale di maiscoltura a Bergamo, tratteggiandone la luminosa e indimenticabile figura. La sua opera è documentata dalle 37 pubblicazioni apparse a cura della Stazione sperimentale di maiscoltura tra il 1921 e il 1943. Il suo ricordo è perpetuato dalla avvenuta costituzione, per iniziativa degli agricoltori riconoscenti, della Fondazione Tito V. Zapparoli, che si ripromette di stimolare e sovvenire iniziative intese al miglioramento della maiscoltura italiana.